# Piedade
Piedade ist eine portugiesische Gemeinde (Freguesia) im Kreis (Município) Lajes do Pico auf der Azoreninsel Pico. In ihr leben 757 Einwohner (Stand 19. April 2021).